# Листни въшки
Листните въшки (Aphidoidea) са надсемейство дребни насекоми, които се хранят с растителни сокове. Много от видовете са зелени на цвят, но също така се срещат широко разпространени видове, които са бели и мъхести или черни. Листните въшки са сред най-разрушителните вредители по културните растения в умерените климатични пояси. Вредите, които нанасят на растенията са ги превърнали във врагове за фермери и градинари по целия свят. От зоологическа гледна точка листните въшки са много успешна група организми. Способни са да се размножават по безполов път.
Познати са около 4400 вида, всички от които са включени в семейство Aphididae. Около 250 вида са сериозни вредители за селското и горското стопанство. Варират по размер между 1 и 10 mm.
Естествените им врагове включват хищни калинки, ларви на сирфидни мухи, паразитни оси, ларвите на хищната галица (Aphidoletes aphidimyza), крабови паяци (Thomisidae), мрежокрили (Neuroptera), както и ентомопатогенни гъбички като Lecanicillium lecanii и Entomophthorales.

## Литертура
- Цанков, Георги и др. Листни въшки (Hemiptera: Aphididae) по дъба (Quercus Spp.) и черния орех (Juglans nigra L.) в Странджа //  Acta Entomologica Bulgarica.   Българското ентомологично дружество. Посетен на 16 май 2016 г.
- Манева, Василина. Видов състав на листни въшки (Homoptera: Aphididae) при фуражен ечемик (pdf) //   Институт по земеделие – Карнобат, 2008. Посетен на 16 май 2016 г.[неработеща препратка]
- Манева, Василина. Листни въшки (Aphididae: Hemiptera) по зърнено – житните култури (pdf) //   Институт по земеделие – Карнобат. Посетен на 16 май 2016 г.